# Cerro de las Ovejas
Cerro de las Ovejas är ett berg i Argentina. Det ligger i den centrala delen av landet, 700 km väster om huvudstaden Buenos Aires. Toppen på Cerro de las Ovejas är 2 281 meter över havet, eller 99 meter över den omgivande terrängen. Bredden vid basen är 6,5 km.
Terrängen runt Cerro de las Ovejas är kuperad åt sydost, men åt nordväst är den bergig. Närmaste större samhälle är Merlo, 8,5 km sydväst om Cerro de las Ovejas. 
Trakten runt Cerro de las Ovejas består i huvudsak av gräsmarker. Runt Cerro de las Ovejas är det glesbefolkat, med 10 invånare per kvadratkilometer.